# Alice Wegmann-Dändliker
Alice Wegmann-Dändliker (* 21. September 1850 in Hombrechtikon, als Alice Emilie Dändliker; † 18. Januar 1909 in Neukirch-Egnach) war eine Schweizer Schriftstellerin.

## Leben und Werk
Alice Wegmann-Dändliker schrieb unter ihrem Pseudonym M. Albert von 1881 bis 1904 für die Winterthurer Tageszeitung Der Landbote. In ihren Geschichten beschrieb sie das herrschende Bürgertum und das intellektuelle Milieu, in dem Pfarrer, Mediziner oder Juristen eine Rolle spielten. Sie nahm klar Stellung zu den Auseinandersetzungen zwischen den katholischen und reformierten Parteien. In ihren Aufsätzen verteidigte sie eine heile, rückwärtsgewandte Sichtweise, in der es zwar harte Schicksalsschläge gibt, auf die sie aber nicht weiter einging. Zudem übersetzte sie englische Geschichten ins Hochdeutsche.
Alice Wegmann-Dändliker heiratete 1881 den Pfarrer Jakob Wegmann (1847–1927). Zusammen hatten sie vier Kinder, darunter den Pfarrer Hans Wegmann. Alice Wegmann-Dändliker litt unter einem Herzfehler. Ihre Enkelin Eva Hess-Wegmann (1922–2019) half ab 1998 mit, ihre vergessene Lebensgeschichte wieder zum Vorschein zu bringen.